# Tử hình ở Iraq
Hình phạt tử hình là một hình phạt nằm trong pháp lý ở Iraq. Nó thường được sử dụng bởi chính phủ của Saddam Hussein; và đã được kể từ khi ông rời khỏi văn phòng. Sau cuộc xâm lược Iraq năm 2003, quản trị viên Hoa Kỳ, L. Paul Bremer, đã đình chỉ hình phạt tử hình vào ngày 10 tháng 6, tuyên bố rằng "chế độ cũ đã sử dụng một số điều khoản của bộ luật hình sự như một biện pháp áp bức, vi phạm các quyền con người được quốc tế công nhận. " 
Vào ngày 8 tháng 8 năm 2004, hình phạt tử hình đã được khôi phục ở Iraq. Luật pháp Iraq tuyên bố rằng không có người nào trên 70 tuổi có thể bị xử tử, mặc dù vẫn có những người như Tariq Aziz, bị kết án tử hình ở tuổi 74. Có quyền tự động kháng cáo trên tất cả các câu như vậy. Luật pháp Iraq yêu cầu thực thi trong vòng 30 ngày kể từ khi tất cả các con đường hợp pháp bị cạn kiệt. Bước pháp lý cuối cùng, trước khi tiến hành hành quyết, là để người bị kết án sẽ được trao một thẻ đỏ. Điều này được hoàn thành bởi một quan chức của tòa án với các chi tiết của bản án và một thông báo rằng việc xử tử sắp xảy ra.
Vào tháng 9 năm 2005, ba kẻ giết người là những người đầu tiên bị xử tử kể từ khi phục hồi. Sau đó, vào ngày 9 tháng 3 năm 2006, một quan chức của Hội đồng Tư pháp Tối cao Iraq đã xác nhận rằng chính quyền Iraq đã xử tử những kẻ nổi dậy bằng cách treo cổ. Có 27 người, trong đó có một phụ nữ, đã bị chính quyền Iraq xử tử vào ngày 6 tháng 9 năm 2006, vì tội ác cao đối với thường dân. Vào ngày 19 tháng 1 năm 2012, 34 người đã bị xử tử trong một ngày. Đầu tháng 10 năm 2013, 42 người bị kết án về tội khủng bố đã bị treo cổ trong suốt hai ngày. Cho đến ngày đó, tổng cộng 132 người đã bị xử tử vào năm 2013.
Vào tháng 7 năm 2016, Thủ tướng Iraq Haider Al-Abadi đã ra lệnh xử tử tất cả những kẻ khủng bố bị kết án tại quốc gia này sau vụ đánh bom xe tải tự sát Baghdad vaò tháng7 năm 2016 khiến hơn 250 người chết tại một trung tâm thương mại ở Karrada, Baghdad. Iraq đã thực hiện ít nhất 88 vụ hành quyết trong năm 2016 và ít nhất 125 vụ trong năm 2017. Sau thất bại của ISIS tại Mosul năm 2017, Iraq đã cố gắng và kết án những kẻ khủng bố bị bắt với số lượng lớn.

## Những vụ hành quyết đáng chú ý
Saddam Hussein đã bị kết án tử hình bằng cách treo cổ vì tội ác chống lại loài người  vào ngày 5 tháng 11 năm 2006 và bị xử tử vào ngày 30 tháng 12 năm 2006 vào khoảng 6:00 theo giờ địa phương. Trong quá trình thả có một vết nứt có thể nghe được cho thấy cổ anh ta bị gãy, một ví dụ thành công của việc thả dài.
Ngược lại, Barzan Ibrahim al-Tikriti, người đứng đầu Mukhabarat, cơ quan an ninh của Saddam, và Awad Hamed al-Bandar, cựu thẩm phán trưởng, đã bị xử tử vào ngày 15 tháng 1 năm 2007, cũng bởi phương pháp thả dài, nhưng Barzan đã bị từ chối sợi dây vào cuối mùa thu cho thấy sự sụt giảm quá dài, so với trọng lượng cơ thể của anh ta.
Ngoài ra, cựu phó tổng thống Taha Yassin Ramadan cũng đã bị kết án chung thân vào ngày 5 tháng 11 năm 2006, nhưng bản án đã được thay đổi thành tử hình bằng cách treo cổ vào ngày 12 tháng 2 năm 2007  Ông là người đàn ông thứ tư và cuối cùng bị xử tử vì tội ác năm 1982 chống lại loài người vào ngày 20 tháng 3 năm 2007. Lần này, việc thực hiện diễn ra suôn sẻ và không có lỗi hay vấn đề rõ ràng.